# Girolamo Casanata
Girolamo Casanata (también Girolamo Casanate o Casanatta) (Nápoles, 13 de febrero de 1620 – Roma, 3 de marzo de 1700) fue un Cardenal italiano.

## Biografía
Su padre, Tommaso Casanatta, era miembro del consejo supremo del Reino de Nápoles. Girolamo estudió leyes en la universidad de su ciudad natal y ejerció en los tribunales por un tiempo. Finalmente dejó de lado su carrera secular e ingresó al servicio de la Iglesia, gracias a las sugerencias del Cardenal Pamphili, a quien conoció en una visita a Roma. Cuando Pamphili fue nombrado papa (adoptó el nombre de Inocencio X), Casanata pasó a ser Camarlengo, acelerando inmediatamente su carrera eclesiástica, y deviniendo luego en Gobernador de turno de Sabina, Fabriano, Ancona, y Camerino. Se convirtió en amigo cercano del obispo de esta última ciudad, Emilio Altieri, quien después sería nombrado Papa Clemente X. En 1658 Papa Alejandro VII lo envió como inquisidor a Malta, de donde pronto fue llamado a Roma y hecho prelado de la Consulta y miembro activo de los tribunales conocidos como la Segnatura di Grazia y la Segnatura di Giustizia.
Fue consultor de la Congregación para las Causas de los Santos y de la Sagrada Congregación para la Propagación de la Fe, y autoridad en el Cónclave que eligió al sucesor de Alejandro VII; ya bajo el papado de Clemente IX
fue hecho asesor de la Congregación del Santo Oficio (Inquisición Romana). Fue nombrado secretario de la Congregación de Obispos y Regulares por Clemente X, y el 13 de junio de 1673, nombrado Cardenal-Diácono de Santa Maria in Portico Campitelli, y más tarde (1686) Cardenal-Sacerdote de San Silvestro in Capite. En 1693 Inocencio XII le otorgó el oficio de Bibliotecario del Vaticano (Bibliotecario di Santa Romana Chiesa). En su lecho de muerte fue asistido por dos dominicos, el Padre Antonin Cloche (general de la orden), y Antoine Massoulié. Fue enterrado en la Archibasílica de San Juan de Letrán, aunque su corazón fue depositado en Santa Maria sopra Minerva, la iglesia de los dominicos, orden que lo veía como su benefactor. Su tumba en la Archibasílica de San Juan de Letrán fue esculpida por Pierre Legros el Joven.
Pasó por muchos cargos, en los que fue necesario el estudio profundo de las numerosas críticas doctrinarias, disciplinarias, y políticas a la Santa Sede surgidas durante la segunda mitad del siglo VII, como la controversia del Quietismo (Miguel de Molinos, Fénelon, Madame Guyon); el surgimiento de Galicanismo en Francia y la Disputa de los Ritos entre misioneros en China (principalmente jesuitas) y el Vaticano.

## Biblioteca Casanatense

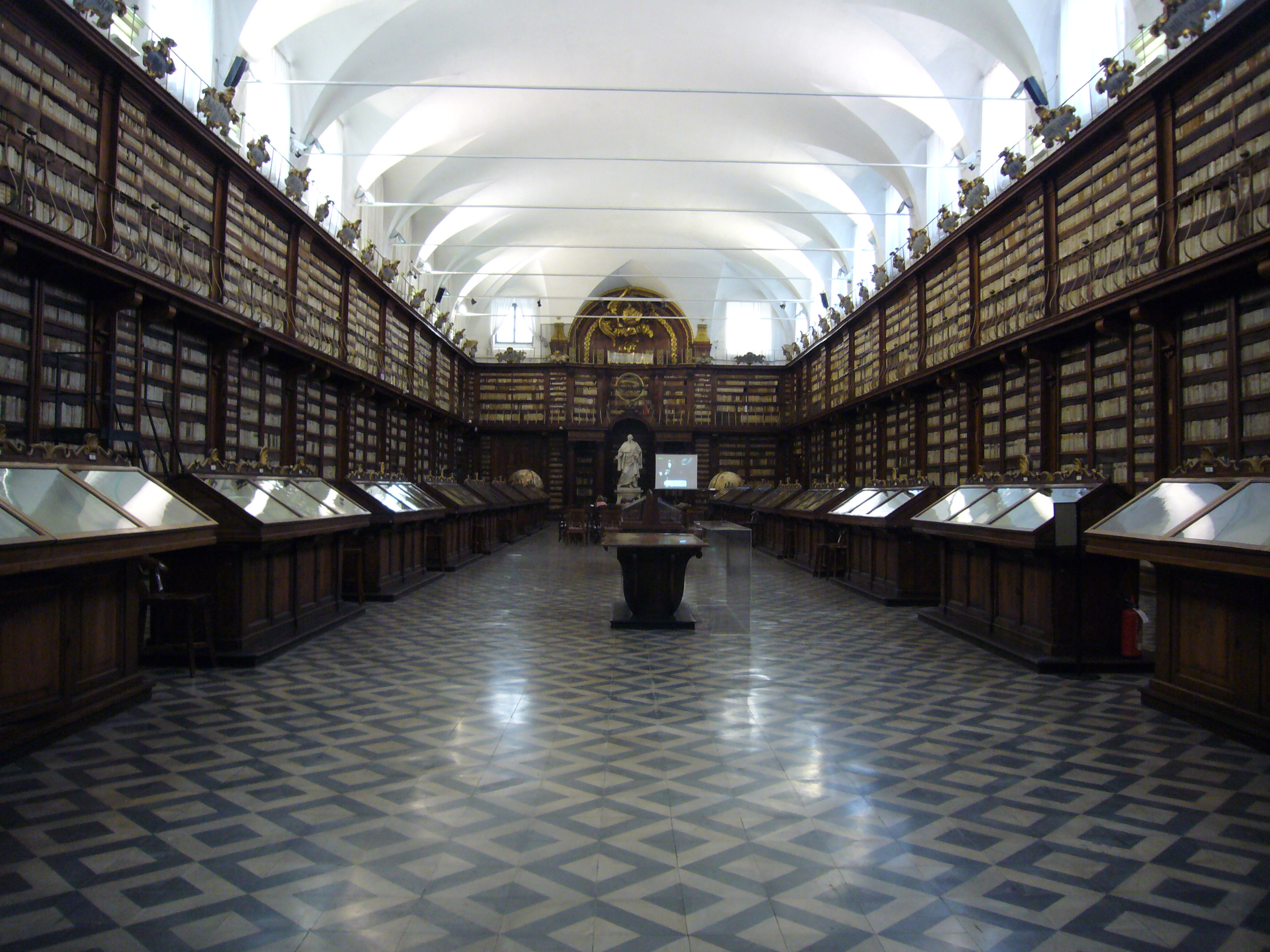
Interior de la Biblioteca Casanatense, Roma.

Su principal fuente de conocimiento, especialmente de ciencias teológicas, era la Biblioteca Casanatense, fundada y dotada por él. Durante su vida logró reunir una colección de 25000 volúmenes; dejados al Convento de la basílica dominicana de Santa Maria sopra Minerva, junto con un fondo de 80000 scudi (casi lo mismo en dólares), en forma de fideicomiso y para la adquisición de libros nuevos. Este convento era en aquel tiempo la sede de la Universidad de Santo Tomás, la cual durante el siglo XX sería reubicada en el convento de la Iglesia de Santi Domenico e Sisto
y que luego sería la actual Universidad Pontificia de Santo Tomás de Aquino, Angelicum.
En 1655 el mismo convento había heredado la colección de Giambattista Castellani, médico principal de Gregorio XV, más 12000 scudi para la erección de un edificio adecuado. El Cardenal Casanata, además, ordenó que la biblioteca nueva tendría que ser de acceso público seis horas diariamente, exceptuando los feriados. Además del personal de biblioteca, proporcionó un grupo de universitarios dominicos (theologi casanatenses) de seis nacionalidades diferentes (italiana, francesa, española, alemana, inglesa, polaca). Cada uno de los anteriores debe haber recibido el grado de Doctor de una de las universidades más famosas de Europa. Ayudados por los recursos de la biblioteca, debían dedicarse a la defensa y propagación de la doctrina católica.
Además, dos profesores debían exponer regularmente los textos de Santo Tomás de Aquino (Summa Theologiae y otros escritos). En otras palabras, por medio de la nueva biblioteca, había creado en Roma otro centro de actividad intelectual (véase Minerva, 1892-93, II, 622). Después de la pérdida temporal de su control (1870), la biblioteca fue declarada propiedad nacional, pero los dominicanos quedaron a cargo hasta 1884. Entre las posesiones de la biblioteca se encuentran 64 códices griegos (15 de ellos donados por Casanata) y 230 textos hebreos (rollos y libros), entre los cuales hay 5 códices samaritanos. El incunable (libros impresos antes de 1500) número 2036; también hay una gran colección de proclamaciones gubernamentales Romanas (bandi, editti) de 1500 a 1870, comedias del siglo VII y VIII, etc. El Padre Antonin Cloche, general de los dominicos, colocó en la biblioteca una estatua del cardenal Casanata, obra del escultor Le Gros. Una inscripción registra el permiso formal de Clemente XI para conservar allí los libros de los que se consideraban autores heréticos.
La Biblioteca Casanatense conserva todavía 1125 volúmenes manuscritos de opiniones, informes y declaraciones (voti, relazioni y posizioni) sobre asuntos tratados en las diversas Congregaciones a las que pertenecía Casanata. Sus deberes curiales no le impidieron interesarse por las letras y las ciencias, y mantenía correspondencia con los sabios de su tiempo. Entre los que más estimuló destaca Lorenzo Alessandro Zaccagni, a quien indujo a publicar una colección de material para la historia antigua de las iglesias griega y latina: Collectanea monumentorum veterum Ecclesiæ græcæ et latinæ (Roma, 1694, 4.º).

## Universidad de Santo Tomás
Casanata también dotó con 4 sillas a la Universidad de Santo Tomás, futura Universidad Pontificia de Santo Tomás de Aquino (Angelicum), para fomentar el estudio del griego, hebreo y de la Teología Dogmática.